# Tri Tôn, An Giang
Tri Tôn là xã thuộc tỉnh An Giang, Việt Nam.

## Lịch sử
Sau năm 1975, Tri Tôn là một xã thuộc huyện Tri Tôn, tỉnh An Giang, bao gồm cả thị trấn Tri Tôn và xã Núi Tô ngày nay.
Ngày 11 tháng 3 năm 1977, huyện Tri Tôn hợp nhất với huyện Tịnh Biên thành huyện Bảy Núi, xã Tri Tôn thuộc huyện Bảy Núi.
Ngày 25 tháng 4 năm 1979, Hội đồng Chính phủ ban hành Quyết định 181-CP. Theo đó, tách các ấp Cây Me, Xoài Tòng A, Xoài Tông B, Cơray Ven và một phần các ấp kinh Ô Bà Lẫy của xã Tri Tôn để thành lập thị trấn Bảy Núi, thị trấn huyện lỵ huyện Bảy Núi. Phần còn lại của xã Tri Tôn được đổi tên thành xã Núi Tô.
Ngày 23 tháng 8 năm 1979, huyện Bảy Núi được chia lại thành hai huyện Tri Tôn và Tịnh Biên, thị trấn Bảy Núi thuộc huyện Tri Tôn và được đổi tên thành thị trấn Tri Tôn.
Ngày 29 tháng 4 năm 2022, Bộ Xây dựng ban hành Quyết định số 353/QĐ-BXD về việc công nhận thị trấn Tri Tôn mở rộng (bao gồm thị trấn Tri Tôn và hai xã Châu Lăng, Núi Tô) là đô thị loại IV.
Ngày 12 tháng 6 năm 2025, Ủy ban Thường vụ Quốc hội ban hành Nghị quyết số 1654/NQ-UBTVQH15 về việc sắp xếp các đơn vị hành chính cấp xã của tỉnh An Giang. Theo đó, toàn bộ diện tích tự nhiên, quy mô dân số của thị trấn Tri Tôn, xã Núi Tô và xã Châu Lăng thành xã mới có tên gọi là xã Tri Tôn.

## Giao thông
Trên địa bàn thị trấn có đường tỉnh 941, 943 và đường tỉnh 948 chạy qua.

## Di tích

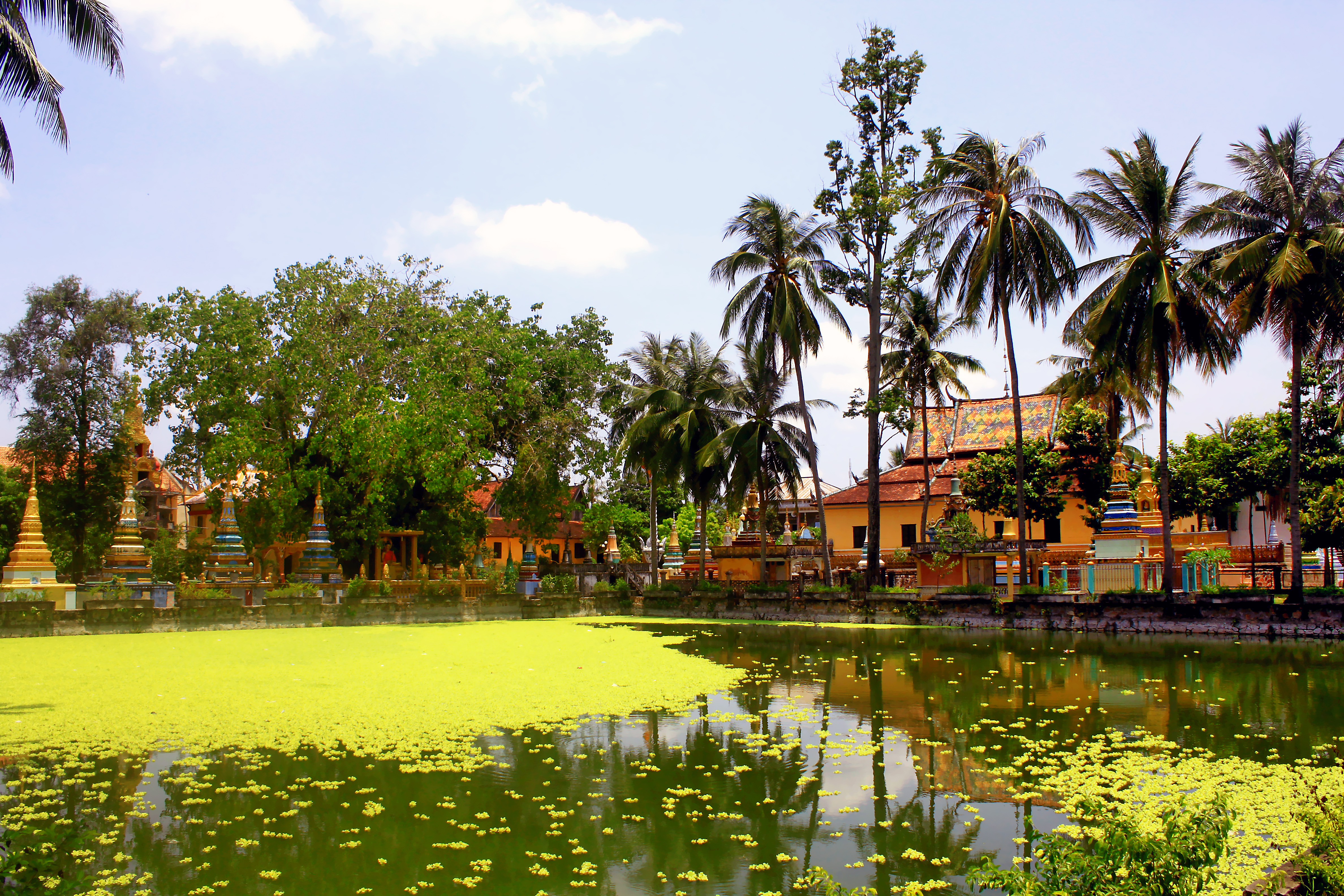
Chùa Xvayton ở thị trấn Tri Tôn

## Hình ảnh

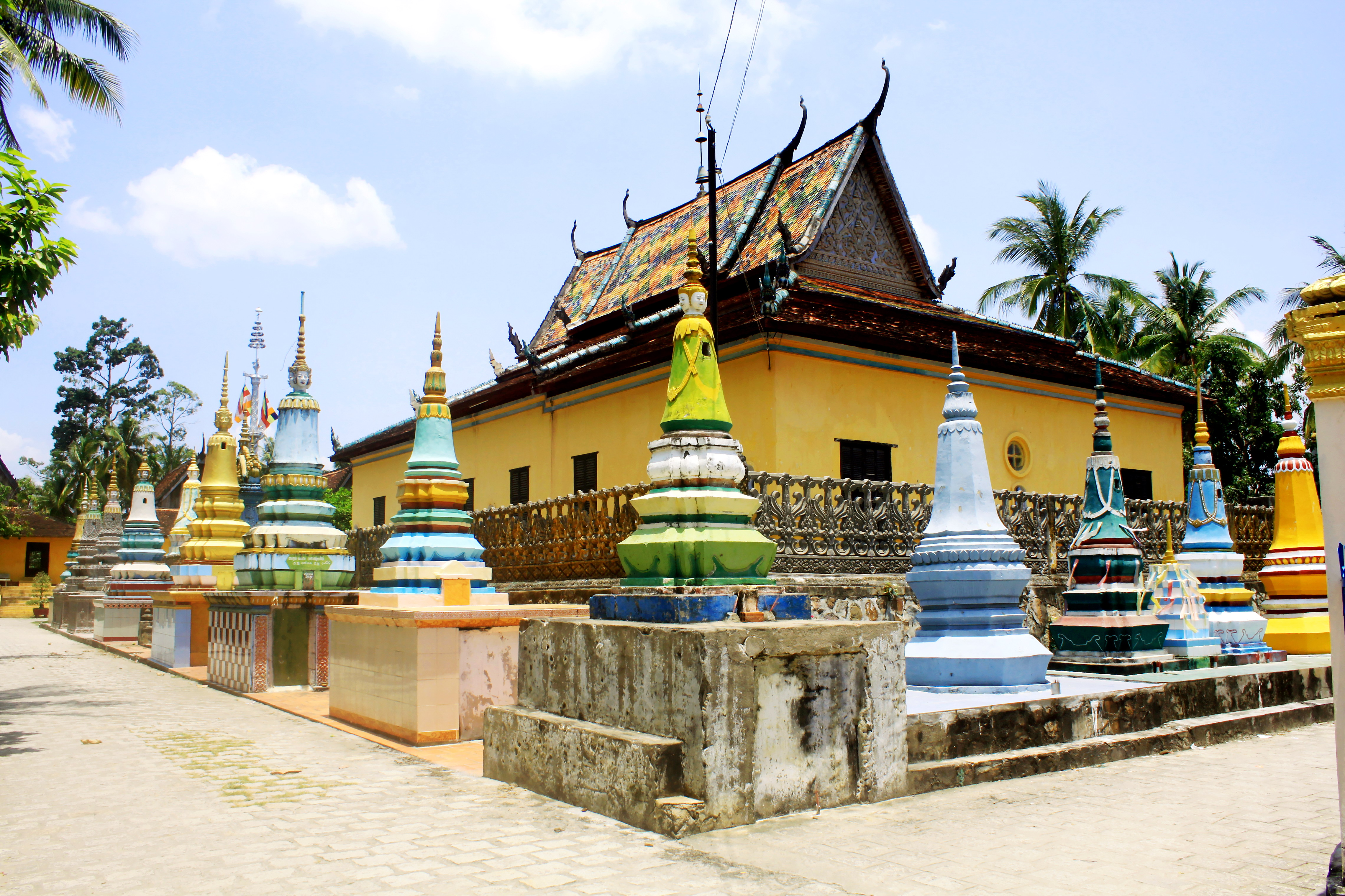
Chính điện chùa Xà Tón và những tháp mộ vây quanh.
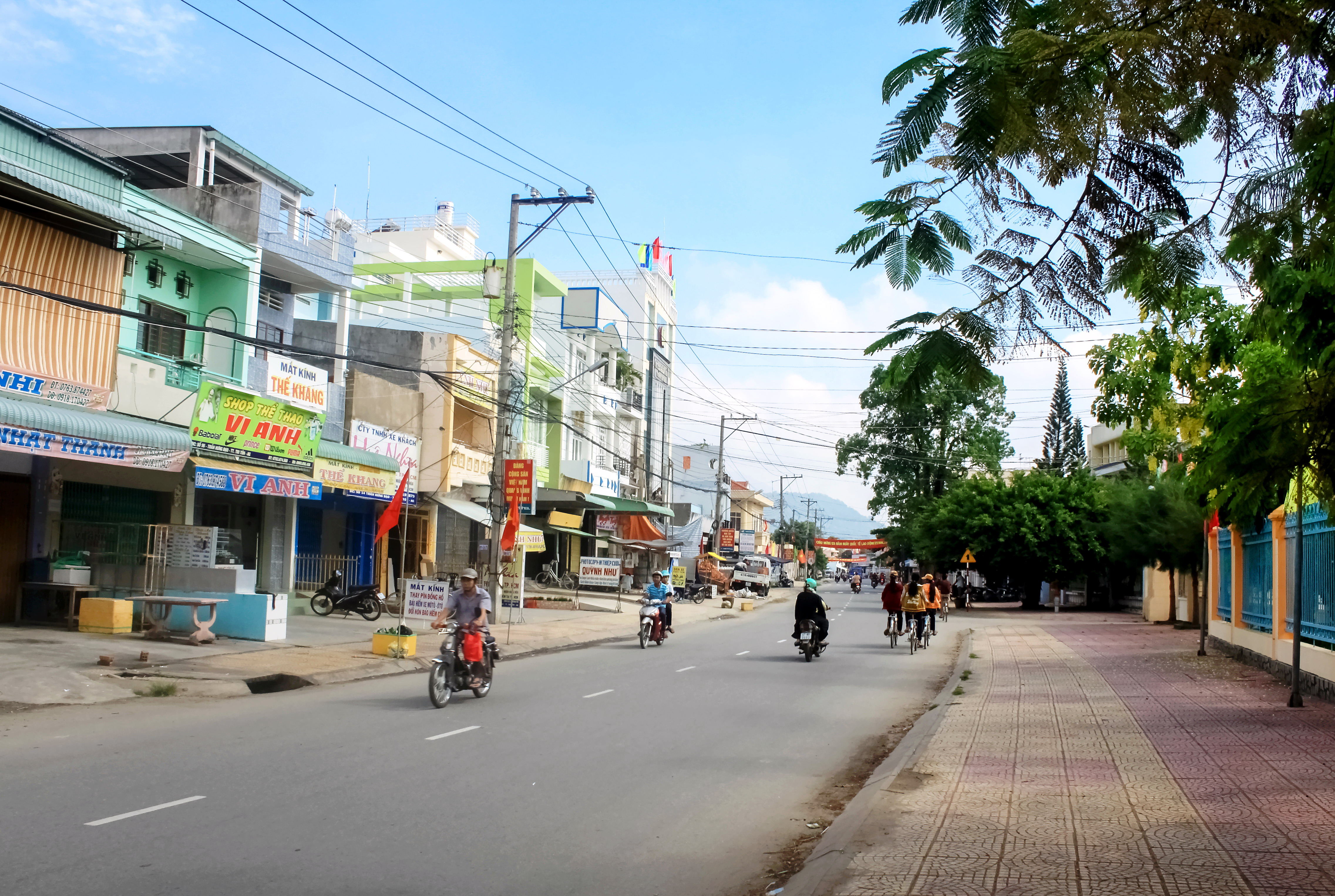
Đường Trần Hưng Đạo ở thị trấn Tri Tôn.
Chợ Tri Tôn.Chợ Tri Tôn.